# 朝倉景樹
朝倉 景樹（あさくら かげき、1965年10月28日 - ）は、日本の教育社会学者。京都府京都市生まれ、主として茨城県つくば市（筑波研究学園都市）で育つ。土浦第一高等学校、国際基督教大学卒業。その後英国に留学して社会学を学んだ。戦国大名の越前朝倉氏の末裔。

## 概要
不登校、フリースクールについてのエスノグラフィーによる研究を行っており、その第一人者として知られる。東京シューレが運営するシューレ大学を経て現在はTDU・雫穿大学で、国内外の不登校、フリースクール、オルタナティブ教育の研究をしている。
日本国外でも、韓国国会のオルタナティブ教育に関する公聴会で講演したり、ロシアのイノベーティブ教育の国際大会で数年続いて講演を依頼されたりしている。例えば、欧州評議会の教育とデモクラシーについての国際会議で講演者として招聘され、フィンランドのパンカ・アカデミーのアドバイザーも務めている。その他にもアメリカのサドベリーバレー・スクールの設立者のグリーンバーグ夫妻、クロンララ・スクール設立者パット･モンゴメリー、イギリスのサマーヒル・スクール代表のゾーイ・レッドヘッドなど、海外各地のフリースクール関係者とのネットワークも広い。

## 著書

### 単著
- 『登校拒否のエスノグラフィー』彩流社、1995年

### 共著
- 石原 剛志・呉 宣児・新谷 周平・延藤 安弘・子どもの参画情報センター『子ども・若者の参画―R.ハートの問題提起に応えて』（萌文社、2002年）
- 『こころの仕事』（PARCO出版、1996年）
- 『教育のエスノグラフィー』（嵯峨野書院、1997年）
- 『子どもは家庭でじゅうぶん育つ　不登校、ホームエデュケーションと出会う』東京シューレ出版、2006年
- 『閉塞感のある社会で生きたいように生きる』東京シューレ出版、2010年
- 伊藤 茂樹『リーディングス 日本の教育と社会―第8巻 いじめ・不登校』日本図書センター、 2009年
- 『実例からみる フリースクールのつくりかた 設立・運営と新しい学びのカタチ』日本法令、2021年
- 『フリースクール白書2022 ～想像ではなく「数字」で見る～』学びリンク、2023年
- 総合人間学会編『総合人間学18　近代的「知」のあり方を問い直す　――授けられる「科学」／「学習」時代に、「学び」はどう対峙する?』（本の泉社、2024年）